# Horsegölen
Horsegölen är en sjö i Högsby kommun i Småland och ingår i Emåns huvudavrinningsområde.